# Arresteringsorder
Arresteringsorder innebär att en domstol, domare, åklagare eller högre polisbefäl har meddelat ett beslut att polis ska frihetsberöva en viss person.
I Sverige används termen enbart om en nordisk eller europeisk arresteringsorder. En sådan innebär att en brottsmisstänkt kan utlämnas mellan Norge, Island och EU, utan att en domstol i landet där gripandet verkställs har rätt att pröva frågan om ansvar för brottet eller ens polisutredningens bärighet.
Inrikes motsvaras en arresteringsorder i Sverige av beslut om gripande eller beslut om anhållan.
I Storbritannien är en arresteringsorder mycket viktig på grund av den gamla regeln om habeas corpus. Där har möjligheterna till rättsprövning av en arrestering i Common law enligt principen om habeas corpus fått till följd att det kan utfärdas en warrant for arrest. Försåvitt inte en misstänkt person kan gripas på bar gärning är det ofta så, att polis då först måste utverka en arresteringsorder för att kunna gripa en misstänkt brottsling.